# Veitshöchheim
Veitshöchheim é um município da Alemanha, situado no distrito de Würzburgo, no estado da Baviera. Tem 10,76 km² de área, e sua população em 2019 foi estimada em 9.525 habitantes.